# Рудольф Леманн (суддя)
Рудольф Леманн (нім. Rudolf Lehmann; 11 грудня 1890, Позен — 26 липня 1955, Бонн) — німецький військовий юрист, доктор права, генерал-оберштабссуддя вермахту.

## Біографія
Син юриста. Вивчав право в університетах Мюнхена, Фрайбурга, Лейпцига та Марбурга. З серпня 1914 року брав участь добровольцем у Першій світовій війні. Після закінчення війни демобілізований. Влітку 1919 року отримав докторське звання в Марбурзькому університеті, після чого працював в міністерствах пошти та юстиції, а також суддею.
З приходом до влади Адольфа Гітлера Леманн бере участь у розробці положень нового кримінального судочинства. В жовтні 1937 року зарахований на військову службу і призначений президентом Сенату Імперського військового суду. В липні 1938 року очолив юридичний відділ вермахту і, таким чином, став найвищим військовим юристом нацистської Німеччини. Такій стрімкій кар'єрі сприяла дана йому військовим міністром Вернером фон Бломбергом характеристика вкрай здібного і особливо ділового юриста, який ревно стежить за дотриманням військово-кримінального права. Леманн брав участь як один із суддів на процесі звинуваченого в гомосексуалізмі Вернера фон Фріча, а також був співробітником кількох газет, які пропагували ідеї нового нацистського порядку, консультував з юридичних питань начальника ОКВ Вільгельма Кейтеля. Однак його найважливішим завданням залишалась юридична підготовка наказів фюрера та командування вермахту.
Після закінчення війни Леманн опинився в американському полоні і 28 жовтня 1948 року на Нюрнберзькому процесі у справі військового командування Німеччини був засуджений до 7 років позбавлення волі. В серпні 1950 року достроково звільнений з Ландсберзької в'язниці. Після звільнення не відновлений на державній службі Леманн працював керуючим директором економічного об'єднання Bergbau у Бад-Годесберзі, одночасно разом зі своїми колишніми колегами намагався створити "привабливий вигляд" нацистської військової юстиції у громадській думці повоєнної Німеччини.

## Звання
- Міністерський радник (1932)
- Міністерський диригент і радник Імперського військового суду (жовтень 1937)
- Міністерський директор (липень 1938)
- Генерал-оберштабссуддя (1 травня 1944) — єдиний носій звання.

## Нагороди
- Залізний хрест 2-го і 1-го класу
- Почесний хрест ветерана війни з мечами (1934)
- Хрест Воєнних заслуг 2-го і 1-го класу з мечами
- Імперський орден Ярма та Стріл (Іспанія; №97, 20 січня 1941)
- Почесний знак «За вірну службу» 2-го ступеня (25 років)